# Peter Hegemann

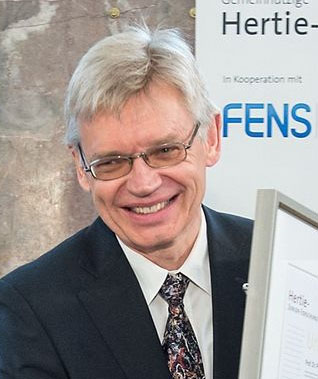
Peter Hegemann

Peter Hegemann (ur. 11 grudnia 1954 w Münster) – niemiecki biofizyk, profesor na Wydziale Biofizyki Uniwersytetu Humboldta w Berlinie.

## Życiorys
Hegemann studiował chemię w Münster i Monachium, a doktorat uzyskał w 1984 r. w Monachium dzięki przeprowadzeniu badań nad halorodopsyną, aktywowaną światłem pompy chlorkowej u bakterii Halobacterium halobium. W latach 1984–1985 był na stażu podoktorskim w zespole badawczym Dietera Oesterhelta w Monachium, a w latach 1985–1986 u Kennetha W. Fostera na Uniwersytecie Syracuse. Od 1986 kierował grupą roboczą w Zakładzie Biochemii Błon w Instytucie Biochemii im. Maxa Plancka. Był profesorem na Uniwersytecie w Ratyzbonie, zanim został w 2004 roku zaangażowany na Uniwersytet Humboldta w Berlinie.
Hegemann jest jednym z odkrywców kanałorodopsyn, rodziny aktywowanych światłem kanałów jonowych. Odkrycie to dało nauce nowe możliwości badania sieci neuronowych i zapoczątkowało nową dziedzinę nauki optogenetykę. Spodziewane jest zastosowanie tych odkryć, w skutecznym leczeniu utraty widzenia, choroby Parkinsona i innych schorzeń neurologicznych za pomocą głębokiej stymulacji mózgu.

## Nagrody i wyróżnienia
- 2020: Nagroda Shawa w dziedzinie medycyny i nauk przyrodniczych, wraz z Gero Miesenböckiem i Georgiem Nagelem[2]
- 2021: Nagroda Laskera[3]